# Chimpansee
De chimpansee (Pan troglodytes) is een Afrikaanse mensaap. Zijn nauwste verwant is de dwergchimpansee of bonobo (Pan paniscus). Beide soorten worden beschouwd als de nauwste nog levende verwanten van de mens. Sommige wetenschappers beschouwen de relatie tussen mens en chimpansee op basis van DNA-onderzoek als nauw genoeg om de chimpansee en de bonobo net als de mens in het geslacht Homo te plaatsen.

## Kenmerken
De chimpansee is een grote, sterke mensaap met een gedrongen lichaamsbouw. Een volwassen chimpansee heeft een kop-romplengte van 75 tot 100 cm, een schouderhoogte van 100 tot 179 cm en een lichaamsgewicht van ongeveer 35 tot 65 kg. Vrouwtjes wegen gemiddeld 45 kg, mannetjes 55 kg. Het gewicht van chimpansees in gevangenschap ligt over het algemeen hoger. Een chimpansee heeft lange armen die samen tot 2,7 m kunnen worden uitgespreid. Ze zijn meestal rechtshandig. De schouders en armen van een chimpansee zijn zeer gespierd, veel sterker dan die van de mens. De benen zijn daarentegen vrij kort. Het gezicht heeft een smalle neus, diepgelegen ogen, opvallende wenkbrauwbogen, grote, ronde oren, een brede bovenkaak en smalle lippen.
De chimpansee is bedekt met lang, zwart haar over het grootste deel van het lichaam en heeft een nagenoeg naakt gezicht met een kleur die varieert van bijna roze (vooral jonge dieren) tot bijna zwart (vooral volwassen dieren). Ook dieren met bijna witte gezichten komen voor. Ook het achterste is kaal. Bij volwassen vrouwtjes is de huid van het achterste gezwollen en roze van kleur. De grootte van de zwellingen is afhankelijk van de fase van de menstruatiecyclus waar zij zich in bevindt. Deze menstruatiecyclus duurt ongeveer vierentwintig dagen.

## Verspreiding en leefgebied
De chimpansee komt voor in equatoriale bossen in Centraal- en West-Afrika, van Senegal via Congo-Kinshasa, ten noorden van de Kongostroom, oostwaarts tot westelijk Tanzania en westelijk Oeganda. Hij leeft voornamelijk in open wouden en regenwouden, maar is ook te vinden in bergbossen en bossavannes.
De schattingen over het aantal nog in het wild levende chimpansees lopen uiteen. Volgens sommige deskundigen zouden er nog zo'n 150.000 tot 200.000 levende individuen over zijn, volgens anderen nauwelijks 100.000. Een eeuw geleden waren het er misschien nog 2 miljoen.

## Leefwijze
De chimpansee is een dagdier. Hij is voornamelijk vroeg in de ochtend en in de namiddag actief, op het heetst van de dag rust hij. Hij brengt veel tijd op de grond door, maar klimt ook regelmatig in bomen om voedsel te zoeken en te slapen. In de boom slaapt hij in een zelfgemaakt slaapnest van bladeren en takken, dat hij aan het einde van de avond bouwt. Het nest is gelegen op een hoogte van 6 tot 25 m. Hij loopt meestal op handen en voeten, en gebruikt de voetzolen en de knokkels van de handen om zich voort te bewegen. Hij kan ook op de achterpoten lopen, maar doet dit enkel over korte afstanden. Lopen op twee poten gebeurt meestal als de voorpoten al ergens anders voor worden gebruikt, bijvoorbeeld het dragen van voedsel of voorwerpen. Met zijn krachtige armen kan hij in een boom van tak naar tak slingeren.

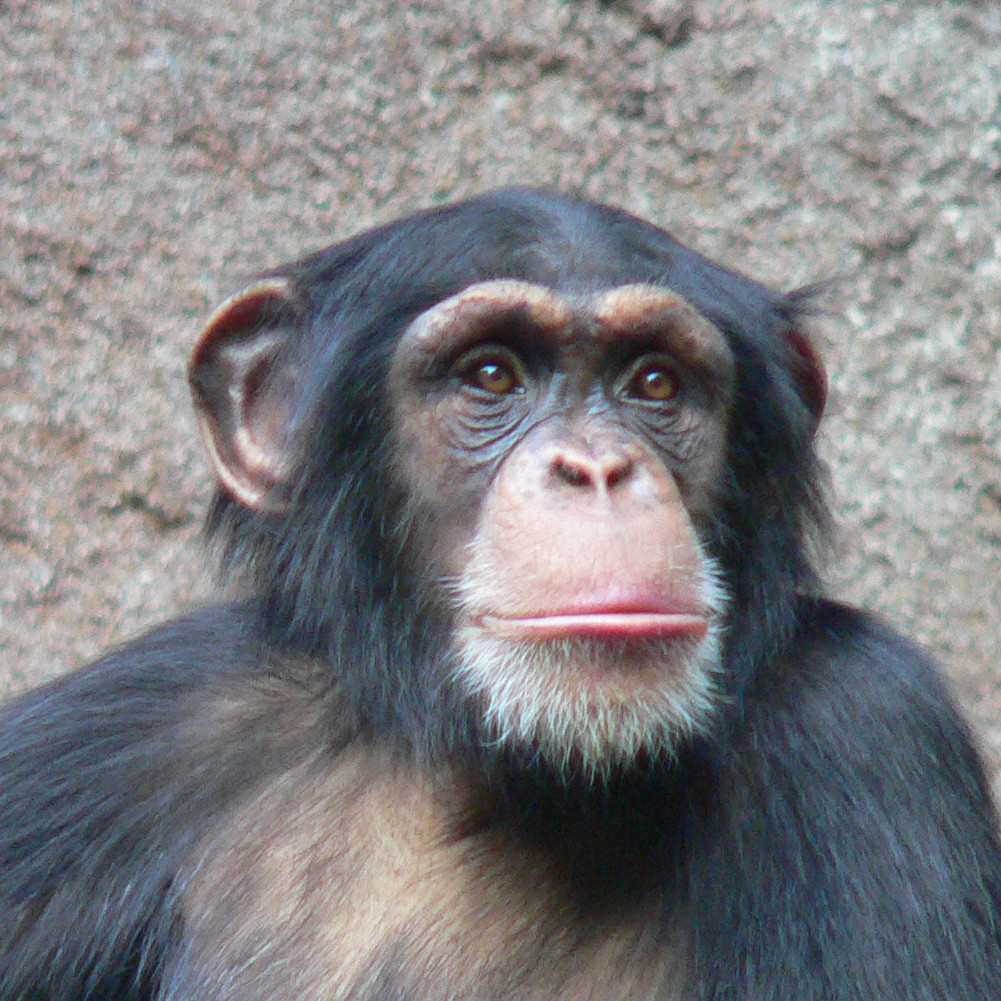
Jonge chimpansee

Ze eten vooral fruit, aangevuld met bladeren, noten, schors en stengels, maar ook dierlijk materiaal als insecten en vogeleieren. Volwassen mannetjes jagen zelfs soms in groepen op kleine dieren, waaronder kleinere apen (voornamelijk rode franjeapen en jonge bavianen), jonge antilopen, zwijnen en vogels. Ook kannibalisme komt voor. De chimpansee gebruikt en maakt primitieve gereedschappen als stokjes en twijgjes om insectenlarven, mieren en termieten te vangen uit holen en termietennesten en stenen om noten open te breken, of gekauwde blaadjes die als spons gebruikt worden om water op te zuigen. Bij een groep is vastgesteld dat ze karkassen van stekelrandklepschildpadden tegen een boomstronk of -stam slaan om de pantsers te breken om zo aan het vlees te kunnen. Onderzoek heeft ook laten zien dat chimpansees gereedschap maken, zoals speren om kleine aapjes mee te doden. Gebruik van gereedschap verschilt per gemeenschap.
Chimpansees leven in het bos in kleine, losse groepen met een variërende samenstelling, gewoonlijk bestaande uit zes tot tien apen, maar variërend van twee tot wel honderdtwintig dieren. De groep heeft een groot territorium, dat door beide geslachten wordt verdedigd. Vooral mannetjes zijn zeer agressief tegenover vreemden en doden soms (systematisch) chimpansees uit naburige groepen. Vreemde wijfjes in oestrus worden wel getolereerd. In dicht regenwoud is het territorium kleiner dan in meer open gebied. De mannetjes vechten vaak onderling machtskwesties uit, hetgeen gepaard gaat met veel gegil en machogedrag. Vanwege deze machtskwesties worden vaak coalities gevormd tussen bepaalde mannetjes, waardoor de desbetreffende mannetjes sterker staan in de strijd om de macht binnen de groep.
Chimpanseemannetjes doden soms ook leden van naburige groepen om hun eigen territorium uit te breiden. Daarbij doden ze vaak jonge dieren omdat die een gemakkelijker doelwit zijn.
De wijfjes paren met het dominante mannetje tijdens hun vruchtbare periode, hoewel 'vreemdgaan' voorkomt. Met de zwellingen van de huid rond de anus en de genitaliën trekt het wijfje de aandacht van de mannetjes. Een vrouwtje krijgt om de drie tot acht jaar één enkel jong, na een draagtijd van acht maanden. Bij de geboorte zijn de ogen al geopend en klampt het jong zich stevig vast aan de moeder. Een jonge chimpansee zit op de rug van zijn moeder. Na zes maanden zijn ze al onafhankelijk. Een chimpanseejong is rond de 12 jaar volledig volwassen en onafhankelijk van zijn of haar moeder. De band tussen moeder en kind is echter vaak levenslang. Wijfjes zijn geslachtsrijp als ze elf à twaalf jaar oud zijn, mannetjes als ze ongeveer vijftien jaar oud zijn. Ze hebben echter meestal op jongere leeftijd geslachtsgemeenschap, mannetjes al als ze vijf jaar oud zijn. In gevangenschap kunnen chimpansees ongeveer 50 jaar oud worden, hoewel er ook enkele chimpansees zijn die ouder dan 60 jaar zijn. In het wild leven chimpansees zelden langer dan 50 jaar.

## Relatie met de mens
Wegens hun evolutionair nauwe verwantschap met mensen worden zij vaak gebruikt voor medische en gedragsproeven, hoewel dit de laatste tijd steeds minder gebeurt en verboden is in verscheidene landen, waaronder Nederland. De mate waarin chimpansees en mensen genetisch aan elkaar gelijk zijn is een onderwerp van geschil. Opgaven van het percentage identiek DNA lopen uiteen van 94,6% tot 99,4%. Zeker is dat de chimpansee (net als de bonobo) nauwer verwant is aan de mens dan aan bijvoorbeeld de gorilla. Sinds het genoom van de chimpansee, net als dat van de mens, in kaart is gebracht is hier echter veel meer over te zeggen (genoom mens en chimpansee). Een manier om het uit te drukken is dat de genetische verschillen tussen een mens en een chimpansee ongeveer tien keer zo groot zijn als die tussen twee niet-verwante mensen. Grote delen van het DNA zijn nagenoeg identiek. Chimpansees hebben een chromosoom meer, omdat zij het chromosoom dat bij de mens nummer 2 is in twee aparte delen hebben.
Ook het gedrag van een chimpansee lijkt zeer op dat van een mens. Chimpansees zijn zeer sociale dieren, die veel moeten leren en dus ook een lange opgroeiperiode hebben. Daarnaast maken chimpansees vrienden en vormen ze coalities. Chimpansees in het wild tonen ook culturen, waar het gedrag van de ene groep verschilt van een ander. Bovendien hebben onderzoeken bewezen dat chimpansees ook empathie bezitten en zich tot op een zekere hoogte kunnen inleven in een ander. Ze adopteren ook soms verweesde jongen van niet-verwante groepsleden, wat wijst op altruïstisch gedrag. Dit gedrag is zowel bij mannetjes als vrouwtjes geobserveerd. Waarschijnlijk kennen ze ook verdriet bij het sterven van verwanten.
Binnen groepen chimpansees spelen zich zeer complexe gedragspatronen af samenhangend met de voortdurende strijd om dominantie, en daarmee weer samenhangend het recht om zich voort te planten en de verdeling van eten. Primatologen als Jane Goodall en Frans de Waal hebben op dit gebied door langdurige observaties verbazingwekkende waarnemingen gedaan. De verdienste van deze onderzoekers is geweest dat zij hebben aangetoond dat zeer veel chimpanseegedragingen heel goed te beschrijven en te duiden zijn met termen en mechanismen die ook uit de menselijke psychologie bekend zijn. Familiebanden en coalities spelen in het spel om de macht een grote rol in de chimpanseesamenleving.
Tussen chimpansees en bonobo's bestaan overigens grote gedragsverschillen. Bij bonobo's worden veel potentiële conflicten opgelost door seksueel gedrag, bij chimpansees veel vaker door agressie.
- Videos
- Komedie uit 1916: 'Uit het leven van twee chimpansees'
- Bioscoopjournaal uit 1933. Een oppasser voert in Artis een act op met de chimpansee Tommie die "netjes" moet eten en drinken.

## Chimpansee en cultuur
Uit veldonderzoek van wilde chimpansees in Afrika is gebleken dat groepen chimpansees die op verschillende locaties leven ook eigen gedragsrepertoires vertonen. Zij vertonen bijvoorbeeld verschillen in het verzorgen van zichzelf en hun kinderen, de onderlinge omgang, gebruik van bepaalde voorwerpen of gereedschappen. Deze gedragsverschillen kunnen verklaard worden als een gevolg van cultuur, dat wil zeggen van sociaal gevormd gedrag dat van de ene generatie aan de volgende generatie wordt doorgegeven. Een tweede mogelijkheid is dat deze gedragsverschillen voortkomen uit verschillen in genetische kenmerken. Een recente studie waarbij bij groepen wilde chimpansees ook het DNA is gemeten, heeft kunnen vaststellen dat deze groepen ook verschillen in genetische kenmerken. Het laatste woord over de vraag in hoeverre gedragsverschillen tussen chimpanseekolonies een gevolg zijn van 'cultuur' (aangeleerd gedrag) of 'natuur' (aangeboren gedrag) lijkt dus nog niet gesproken te zijn.

## Chimpansee en taal
Chimpansees zijn niet in staat te praten. Wel hebben ze een groot aantal geluiden tot hun beschikking met duidelijk te onderscheiden betekenis. Het gebruikte 'vocabularium' is afhankelijk van de sociale status van de toehoorder. Ook zijn ze in staat te communiceren door middel van visuele in plaats van mondelinge symbolen, en blijkt uit experimenten dat ze gebarentaal kunnen leren en grammaticaal in principe correct kunnen toepassen.
Hoewel geen enkel dier beschikt over dezelfde taalkundige vermogens als de mens, blijkt dat chimpansees, mits getraind, in staat zijn taalachtige symbolen te begrijpen. Dit is aangetoond door Amerikaanse onderzoekers als Beatrix T. Gardner en Allen Gardner, David Premack en Sue Savage-Rumbaugh. De Gardners leerden bijvoorbeeld de bij hun thuis opgevoede chimpansee Washoe handgebaren die ook door slechthorenden en doven worden gebruikt (de zogeheten American Sign Language) te begrijpen en zelf ook toe te passen, ook aan soortgenoten te leren.
Toch lijken chimpansees essentiële vaardigheden te missen om van echt taalgebruik te kunnen spreken. Alles lijkt te moeten worden aangeleerd. Er is geen verdere afleiding van betekenissen.

## Wetenschappelijke naamgeving
In 1758 publiceerde Carl Linnaeus de naam Homo troglodytes, waarbij hij de inheemse namen "Orang Outang" (genoemd door Jacob de Bondt) en "Kakurlacko" (genoemd door Nils Matsson Kiöping en Olof von Dalin) vermeldde. De eerste heeft betrekking op een mensaap, de tweede op een mens met een Europees uiterlijk maar enig Aziatisch bloed, in Nederlands-Indië in die tijd in slang "kakkerlak" genoemd. In 1775 hergebruikte Johann Friedrich Blumenbach de naam in Simia troglodytes. Dat hij niet Linnaeus' naam naar het geslacht Simia verplaatste blijkt onder meer uit zijn opmerking in 1779 dat Linnaeus' naam een mengeling betreft van gemankeerde mensen en de orang-oetan. Blumenbach gaf bovendien de orang-oetan de naam Simia satyrus en vermeldde bij Simia troglodytes de inheemse naam "Chimpansi" ("Chimpansée" waar hij Scotin citeert).

## Afbeeldingen

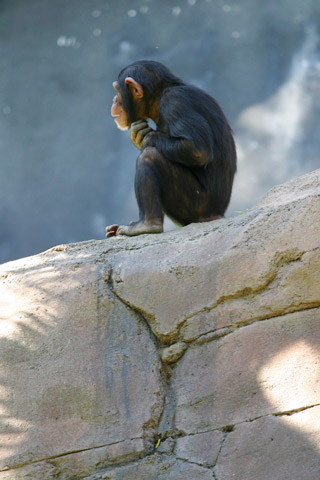
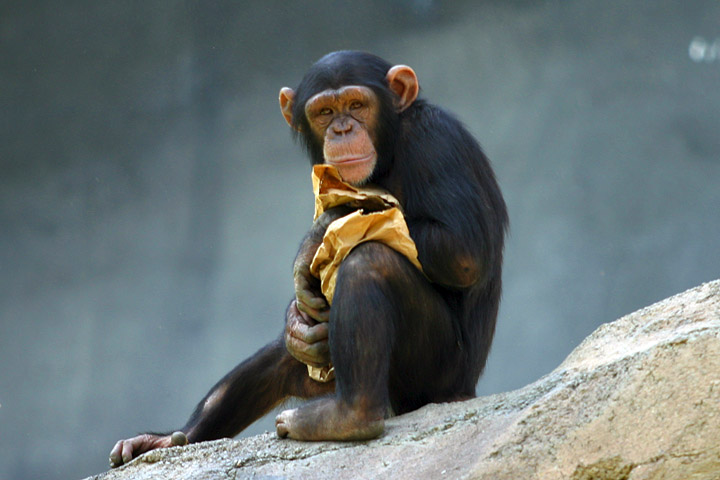
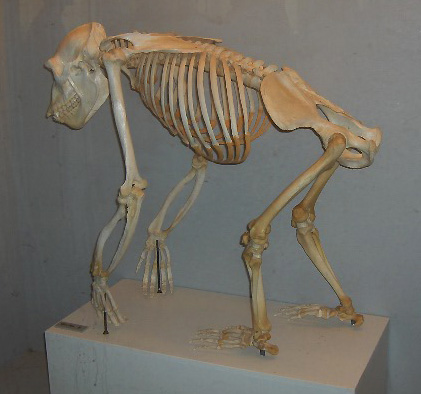
skelet